# A spanom csaja
A spanom csaja (eredeti cím: My Best Friend's Girl) 2008-ban bemutatott amerikai romantikus filmvígjáték, amelynek rendezője Howard Deutch. A forgatókönyvet Jordan Cahan írta. Az élőszereplős játékfilm producerei Adam Herz és Dane Cook. A zenéjét John Debney szerezte. A főszereplők Dane Cook, Kate Hudson, Jason Biggs, Diora Baird, Alec Baldwin és Lizzy Caplan. A mozifilm forgalmazója a Lions Gate Entertainment. A magyar változatot a Fórum Hungary forgalmazta.
Az Egyesült Államokban 2008. szeptember 19-én mutatták be.

## Cselekmény
Sherman 'Tank' Turner (Dane Cook) egy telefonos ügyfélszolgálatnál dolgozik, azonban a hobbija fontosabb tevékenység. Arra vállalkozik, hogy ha egy pasassal szakít a nője és szeretné visszaszerezni, akkor ő megismerkedik a nővel, majd az első randin nagyon bunkó módon viselkedik, minden lehető módon megalázza az áldozatot, aki így, az összehasonlítás miatt visszafogadja az előző barátját, hiszen „Tankhez viszonyítva nem is volt olyan rossz” (az előző barát a „szolgáltatás” végén kifizeti Tanknek a kialkudott összeget).
Tank megosztja a lakását féltestvérével, Dustinnal (Jason Biggs), aki szerelmes lesz az egyik munkatársnőjébe, Alexis-be (Kate Hudson). Dustin elviszi Alexist egy randira, ahol bevallja neki, hogy szereti, amire a lány elutasítóan reagál, hiszen ő nem szereti a fiút, és azt javasolja, hogy maradjanak barátok.  A randi után Dustin elmondja a szituációt Tanknek, aki önként akarja vállalni az „ügyet”, ezt Dustin eleinte elutasítja, végül mégis belemegy, amikor látja, hogy a munkahelyen Alexis más férfival flörtöl.
Tank „véletlenül” összefut Alexis-szal a parkban, ahova a lány rendszeresen futni jár, majd meghívja egy randira. Egész este undok módon viselkedik, Alexis azonban már elindulás előtt elegendő alkoholt ivott és látszólag nem veszi észre a sértéseket. Amikor Tank hazaviszi a lányt, ő arra számít, hogy a fiú be fog vele menni, Tank azonban erővel visszatartja magát és hazamegy.   Alexis felhívja Dustint, de csak azért, hogy elmondja neki: más férfiakkal akar találkozni, mivel tapasztalatlannak tartja saját magát. Dustin rózsákat küld Alexisnek egy vers kíséretében Tank nevében (aki korábban megkérte rá, hogy ne avatkozzon közbe). Alexis felhívja Tanket a munkahelyén és számon kéri rajta, hogy miért hagyta ott előző este, amikor ő másra számított.
Tank elmegy Alexis-hez, és ezután rendszeresen találkoznak alkalmi szexre, de sehová nem járnak el, és Tanknek még az éjszaka folyamán távoznia kell. Dustin eközben a munkahelyen igyekszik igazi barátként viselkedni a lánnyal: süteményt készít az asztalára, kávét visz neki, stb.  Tank érzelmei kezdenek megváltozni Alexis irányában, ezért tanácsért találkozóra megy az apjához  (Alec Baldwin), aki egyetemi professzor, és még mindig ugyanolyan nagy nőcsábász, mint ő, és nem igazán segítőkész.
Alexis húga,  Rachel (Diora Baird) esküvőjén Tank észreveszi, hogy ez az a lány, akivel a történet elején rendkívül szemét módon viselkedett (természetesen megbízás alapján, azonban az immár vőlegény  Josh (Taran Killam) figyelmezteti, hogy rajtaveszthet, ha ez kiderül).  Mikor azonban Tank véletlenül meghallja, amikor Alexis azt mondja a védelmében, hogy szereti, Tank megvadul és szemét módon kezd viselkedni, igyekszik mindenkit megbotránkoztatni, hogy Alexis visszafogadja Dustint.
Dustin megérkezik az esküvő helyszínére erősen ittas állapotban és felfedi Tank tevékenységét, mivel azt hiszi, hogy Tank elszerette tőle a barátnőjét. Amikor Alexis rákérdez, hogy ő is tényleg csak egy volt Tank megbízásai közül, Tank igent mond és még néhány férfira mutat, akik korábban megbízták. A vőlegény nekiugrik és leüti, végül kihajítják a szállodából.
Alexis mindkettejüket megutálja, és egyiküket sem akarja többé látni.
Amikor később Dustin, Tank és közös apjuk egy tetőteraszon beszélgetnek, Dustin rájön, hogy ő már nem szereti a lányt, ellenben Tank igen, ha le tudott mondani róla. Ezért mindketten arra biztatják, hogy menjen vissza hozzá. Tank ismét a parkban találja meg Alexist és futni kezd mellette (állítása szerint egy maratont is lefutna a lány miatt), Alexist azonban nem hatja meg a dolog, mivel ahogy kiderül, semmi közös vonás nincs bennük.
Három hónappal később Tank tőle szokatlan módon szürke zakóban ül egy étteremben egy lánnyal, és beszélgetnek, amikor Alexis és szobatársa, Ami (Lizzy Caplan) észreveszik őket és Alexis fúriaként rátámad, leönti egy pohár vörösborral és mindennek elmondja. A randevúra hívott lány távozik. Válogatott sértések közben kiderül többek között, hogy Tank Alexis húgával is lefeküdt (állítása szerint sötét volt, ő pedig részeg), és most mindkét lány terhes tőle. A veszekedés végén csókolózni kezdenek.  Dustin összejön Amival.

## Szereplők
| Színész             | Szerep                                                        | Magyar hang       |
| ------------------- | ------------------------------------------------------------- | ----------------- |
| Dane Cook           | Sherman 'Tank' Turner                                         | Schmied Zoltán    |
| Kate Hudson         | Alexis                                                        | Bertalan Ágnes    |
| Jason Biggs         | Dustin, Tank féltestvére                                      | Hevér Gábor       |
| Alec Baldwin        | William Turner professzor, Tank apja                          | Csankó Zoltán     |
| Diora Baird         | Rachel, Alexis húga, Tank első „rossz randi”-ja               | Mezei Kitty       |
| Lizzy Caplan        | Ami, Alexis legjobb barátnője és szobatársa                   | Nemes Takách Kata |
| Taran Killam        | Josh, Rachel vőlegénye, aki igénybe veszi Tank szolgáltatását | Polgár Péter      |
| Malcolm Barrett     | Dwalu, Tank barátja és kollégája az ügyfélszolgálaton         | Zöld Csaba        |
| Riki Lindhome       | Hilary, mélyen vallásos lány                                  | Huszárik Kata     |
| Mini Anden          | Lizzy, Tank egyik egyéjszakás kalandja                        | Kovács Patrícia   |
| Robert Fennessy, II | bárpultos                                                     |                   |
| Brad Garret         | dühös vásárló a telefonban (hangja) – stáblistán nem szerepel |                   |

## A film betétdalai
- "Do Me" – Jean Knight
- "You're No Good" – Linda Rondstadt
- "My Best Friend's Girl" – The Cars
- "Love is Like Oxygen" – Sweet
- "99 Red Balloons" – Nena
- "Crimson and Clover" – Tommy James and the Shondells
- "At Last" – Etta James
- "Have a Little Faith in Me" – John Hiatt
- "Save Some" – Glacier Hiking
- "Blue" – Malbec
- "Always Where I Need To Be" – The Kooks
- "Pop That Pussy" – 2 Live Crew
- "Separate Ways" – Teddy Thompson
- "Best Friends Again/I Love You" – John Debney
- "The Man Comes Around" – Johnny Cash

## A film készítése
Alec Baldwin, Jason Biggs és Lizzy Caplan 2007 augusztusában csatlakoztak a produkcióhoz.

## Fogadtatás

### Kritikai visszhang
A filmet kedvezőtlenül fogadták a kritikusok, főleg negatív kritikákat kapott. A filmkritikusok véleményét összegző Rotten Tomatoes szerint 14%-ot kapott ezzel az összegzéssel: „A film túlságosan sok időt tölt azzal, hogy közönséges és sértő legyen, ezért kevés idő marad a humor számára.” Az ugyancsak filmkritikusok véleményét összegző Metacritic 34/100 értékelést adott 13 kritikus véleménye alapján, amik általában negatívak voltak.

### Bevételi adatok
A film az észak-amerikai mozikban a 3. helyen állt a bevételi listán 8 265 357 USD-vel a nyitóhétvégéjén.

## Fordítás
Ez a szócikk részben vagy egészben  a   My Best Friend's Girl (2008 film) című angol Wikipédia-szócikk fordításán alapul.  Az eredeti cikk szerkesztőit annak laptörténete sorolja fel. Ez a jelzés csupán a megfogalmazás eredetét és a szerzői jogokat jelzi, nem szolgál a cikkben szereplő információk forrásmegjelöléseként.